# 颜色

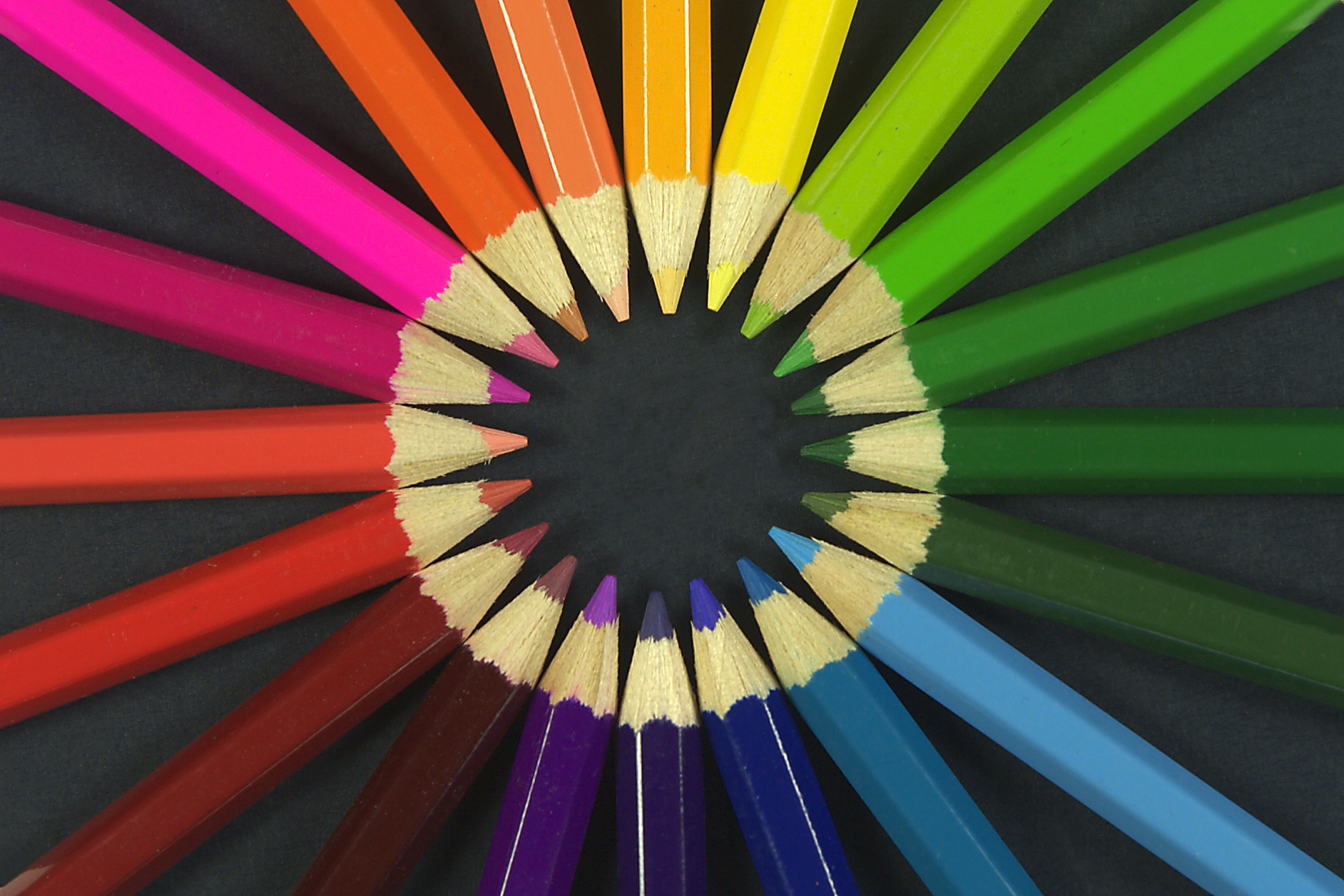
各种颜色的鉛筆

颜色又称色彩、色泽，是眼、脑和我们的生活经验对光的颜色类别描述的视觉感知特征，在漢語母語者的認知中分為红色、橙色、黄色、綠色、青色、藍色和紫色。这种对颜色的感知来自可见光谱中的电磁辐射对人眼视锥细胞的刺激。顏色是由光反射所產生的，这种反射是由物体的物理性质决定的，如光的吸收、发射光谱等。但人对颜色的感觉不仅仅由光的物理性质所决定，還包含心理等許多因素，比如人类对颜色的感觉往往受到周围颜色的影响。有时人们也将物质产生不同颜色的物理特性直接称为颜色。

## 物理的現象
| 颜色                           | 颜色   | 波长 {\displaystyle \lambda } | 频率 {\displaystyle f} |
| ------------------------------ | ------ | ----------------------------- | ---------------------- |
|                                | 红色   | 约 700–635 nm                 | 约 430–480 THz         |
|                                | 橙色   | 约 635–590 nm                 | 约 480–510 THz         |
|                                | 黄色   | 约 590–560 nm                 | 约 510–540 THz         |
|                                | 綠色   | 约 560–520 nm                 | 约 540–580 THz         |
|                                | 青色   | 约 520–490 nm                 | 约 580–610 THz         |
|                                | 藍色   | 约 490–450 nm                 | 约 610–670 THz         |
|                                | 堇紫色 | 约 450–400 nm                 | 约 670–750 THz         |
| 渲染到SRGB色彩空间的连续光谱。 |        |                               |                        |

| 光的颜色   | {\displaystyle \lambda \,\!} (nm) | {\displaystyle \nu \,\!} (THz) | {\displaystyle \nu _{b}\,\!} (μm−1) | {\displaystyle E\,\!} (eV) | {\displaystyle E\,\!} (kJ mol−1) |
| ---------- | --------------------------------- | ------------------------------ | ----------------------------------- | -------------------------- | -------------------------------- |
| 红外线     | > 1000                            | < 300                          | < 1.00                              | < 1.24                     | < 120                            |
| 红色光     | 700                               | 428                            | 1.43                                | 1.77                       | 171                              |
| 橙色光     | 620                               | 484                            | 1.61                                | 2.00                       | 193                              |
| 黄色光     | 580                               | 517                            | 1.72                                | 2.14                       | 206                              |
| 绿色光     | 530                               | 566                            | 1.89                                | 2.34                       | 226                              |
| 青色光     | 500                               | 600                            |                                     |                            |                                  |
| 蓝色光     | 470                               | 638                            | 2.13                                | 2.64                       | 254                              |
| 可见紫色光 | 420                               | 714                            | 2.38                                | 2.95                       | 285                              |
| 近紫外线   | 300                               | 1000                           | 3.33                                | 4.15                       | 400                              |
| 远紫外线   | < 200                             | > 1500                         | > 5.00                              | > 6.20                     | > 598                            |

電磁波的波長和强度可以有很大的區别，在人可以感受的波長範圍内（约312.30纳米至745.40纳米），它被称为可見光，有时也被简称为光。假如我们将一个光源各个波长的强度列在一起，我们就可以获得这个光源的光谱。一个物体的光谱决定这个物体的光学特性，包括它的颜色。不同的光谱可以被人接收为同一个颜色。虽然我们可以将一个颜色定义为所有这些光谱的总和，但是不同的动物所看到的颜色是不同的，不同的人所感受到的颜色也是不同的，因此这个定义是相当主观的。
一个弥散地反射所有波长的光的表面是白色的，而一个吸收所有波长的光的表面是黑色的。
一个虹所表现的每个颜色只包含一个波长的光。我们称这样的颜色为单色的。虹的光谱实际上是连续的，但一般來說，人们将它分为七种颜色：红、橙、黄、绿、青、蓝、紫（或者红、橙、黄、绿、蓝、靛、紫）；每个人的分法总是稍稍不同。单色光的强度也会影响人对一个波长的光所感受的颜色，比如暗的橙黄被感受为褐色，而暗的黄绿被感受为橄榄绿，等等。

### 单色和混合色
大多数光源的光谱不是单色的，它们的光是由不同强度和波长的光混合组成的。人眼将许多这样的混合光的颜色与单色光源的光的颜色看成是同样。比如上面表格中的橙色，实际上就不是单色的600奈米的光，实际上它是由红色和绿色的光混合组成的（显示器无法产生单色的橙色）。出于眼睛的生理原理，我们无法区分这两种光的颜色。
也有许多颜色是不可能是单色的，因为没有这样的单色的颜色。比如说黑色、灰色和白色就是这样的颜色，粉红色或淡紫色也是这样的颜色。

### 颜色与波动方程式
波动方程是用来描写光的方程式，因此通过解波动方程式我们应该可以得到颜色的訊息。在真空中，光的波动方程式如下：
{\displaystyle u_{tt}=c^{2}(u_{xx}+u_{yy}+u_{zz})}

其中，{\displaystyle c}是光速，{\displaystyle x}、{\displaystyle y}、{\displaystyle z}是空间的坐标，{\displaystyle t}是时间的坐标，{\displaystyle u(x,y,z,t)}是描写光的函数，下标表示取偏导数。
在空间固定的一点（{\displaystyle x}、{\displaystyle y}、{\displaystyle z} 固定），{\displaystyle u} 就成为时间的一个函数了。通过傅里叶变换我们可以获得每个波长的振幅。由此我们可以得到这个光在每个波长的强度。这样一来我们就可以从波动方程式获得一个光谱。
但实际上要描写一组光谱到底会产生什么颜色，我们还得理解视网膜的生理功能才行。
将人类色彩感知同与之相关的物理量（譬如光的波长、频率、频谱、功率）联系起来，并用数学与计量学方法描述二者间定量关系的学科，叫做色度学。它是色彩科学的核心部分。

## 颜色的感受

人类（S、M、L 类型的）锥状细胞对单色光谱刺激的规范化典型反应

尽管亚里士多德就已经讨论过光和颜色之间的关系，但真正阐明两者关系的是牛頓。歌德也曾经研究过颜色的成因。托马斯·杨在1801年第一次提出三原色的理论，后来亥姆霍兹将它完善了。20世纪60年代人们发现了人眼内部感受颜色的色素，从而确定了这个理论的正确性。
人眼中的视锥细胞和视杆细胞都能感受颜色，一般人眼中有三种不同的视锥细胞：第一种主要感受黄绿色，它的最敏感点在565纳米左右；第二种主要感受绿色，它的最敏感点在535纳米左右；第三种主要感受堇紫色，其最敏感点在420纳米左右。视杆细胞只有一种，它的最敏感的颜色波长在蓝色和绿色之间。
每种视锥细胞的敏感曲线大致是钟形的，视锥细胞依照感應波長不同由長到短分為L、M、S三種。因此进入眼睛的光一般相应这三种视锥细胞和视杆细胞被分为4个不同强度的信号。
因为每种细胞也对其他的波长有反映，因此并非所有的光谱都能被区分。比如绿光不仅可以被绿视锥细胞接受，其他视锥细胞也可以产生一定强度的信号，所有这些信号的组合就是人眼能够区分的颜色的总和。
如我们的眼睛长时间只看一种颜色的话，我们把目光转开就会在别的地方看到这种颜色的补色。这被称作颜色的互补原理，简单说来，当某个细胞受到某种颜色的光（例如黄色）刺激时，它同时会释放出两种信号：刺激黄色，并同时抑制黄色的补色藍色。
人类一共约能区分一千万种颜色，不过这只是一个估计，因为每个人眼睛和大脑的构造不同，每个人看到的颜色也少许不同，因此对颜色的区分是相当主观的。人类色觉是不同波长的光线在人类感觉系统中产生的感受，而不是光线本身的性质。青年人和老年人在色觉上往往有细微差异。假如一个人的一种或多种锥状细胞不能正常对入射的光反映，那么这个人能够区别的颜色就比较少，这样的人被称为色弱。有时这也被称为色盲，但这个称呼并不正确，因为真正只能区分黑白的人是非常少的。

### 色彩的心理恆常性
某个场景的光在视网膜上细胞产生的信号并不直接等于人对这个场景的感受。人的大脑会对这些信号处理，并分析比较周围的信号。例如，一张用绿色滤镜拍的白宫照片——白宫的形象事实上是绿色的。但是因为人大脑对白宫的固有印象，加上周围环境的绿色色调，人脑会把绿色的障碍剔除——很多时候依然把白宫感受成白色。这现象在英文中被称作“Retinex”——合成了视网膜（retina）和大脑皮层（cortex）两个单词。梵高就曾使用过这个现象作画。

### 颜色的心理作用
不同的颜色可以产生不同的心理作用。从细节上来说这些感受每个人都各不相同，但总的来说即使是来自不同文化的人也往往有同样的感受。比如红色使人心情激动，蓝色使人們安静。对艺术家、建筑师、服装设计师和广告制作者等来说颜色的心理作用是非常重要的。
除此之外人对颜色的感受还有许多特别的效应。一个有趣的现象是假如一个画家在绘画时只使用少数几种颜色，我们的眼睛会试图将灰色或其他中立的颜色看成是缺乏的颜色。假如一幅画中只有红黄黑和白色，那么我们就会把黄和黑的混合色看成一种绿色，把红和黑的混合色看成一种紫色，而灰色会显得有点蓝。

### 亮度的效果
同一种颜色在不同的亮度中会产生不同的颜色感。这个现象的原因是我们的眼睛中除了有锥状细胞外还有可以感光的杆状细胞。杆状细胞虽然一般被认为只能分辨黑白，但它们对不同的颜色的灵敏度是略微不同的，因此当光暗下来的时候，杆状细胞的感光特性就越来越重要了，它可以改变我们对颜色的感觉。

### 文化的影响
不同的文化对颜色的定义有很大的不同。例如有些文化中「黑褐墨綠深藍及紫色」（參見綠藍悖論）是一種顏色，或者把「粉紅色」和「紅色」視為不同的兩種顏色。

### 光源的影响
人在看颜色时总是试图补偿光源本身的颜色。因此我们在不同的光源下看到的同一种颜色实际上是不同的。

### 动物对颜色的感受
不同的动物感受光线的细胞各不相同。有些动物有更多的感受光线的细胞种类，比如鸟，有些动物感受光线的细胞的种类比人少，比如大多数其它哺乳动物。有些动物可以感受到人看不见的颜色，比如蜜蜂可以感受紫外线。

## 颜色的复制
不同的光谱可以在人眼中产生同样的颜色感，比如日光灯的白光是由几个相当窄的光谱线构成的，而太阳光则是由连续的光谱构成的。就其光而言，人眼无法区分两者。只有当它们反射在不同颜色的物体上时，我们才看得出来一个是日光灯的光，一个是太阳光。
在大多数情况下人能看得出的颜色可以由元色搭配而成。照片、印刷、电视等就使用这种方式来体现颜色的。
尽管如此搭配出来的颜色往往与纯的单色不完全相同，尤其在可见光谱的中部搭配的颜色只能非常地接近单色光，但无法完全达到它的效果。比如绿光（530纳米）和蓝光（460纳米）搭配在一起可以产生青光。但这个青光总使人有不十分纯的感觉。这是因为人的红色锥状细胞同时也可以感受到绿色和蓝色，它们对搭配的颜色的反映比对纯的青色（485纳米）的反映要强一些，因此我们会感到搭配的颜色有点“红”，有点不纯。
此外一般在技术上使用的元色本身也都不纯，因此一般来说它们无法完全地表现纯的单色光。不过自然界中很少有真正的纯的单色光，因此一般来说由元色组成的颜色可以很好地反映原来的颜色。一个技术系统能够产生的颜色的总和被称为色域。
在通过照相机或扫描仪录取颜色的时候也会产生误差。一般这些仪器中的感光元件的感光特性与人眼的感光特性相差甚远。因此在特别的光照下这些仪器所产生的颜色可能会与人眼所感受到的相差很大。
与人眼的颜色感受不同的动物（比如鸟可以感受四种不同的颜色）可以区分对人来说相同的颜色，因此对它们来说适合人看的图象有时会非常不可理解。

### 色素
在印刷或图画中我们一般使用反射一定波长的色素。当白光照到这些色素上时，它们只反射一定的光而产生颜色的效果。

### 红绿蓝三原色 (RGB)

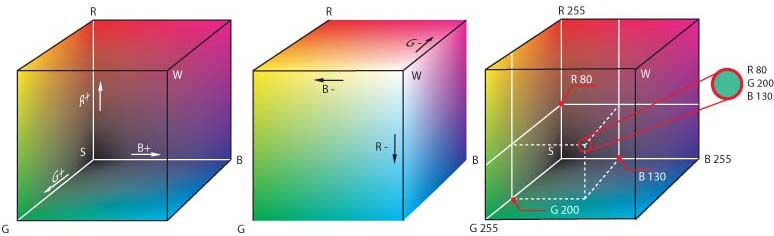
RGB色彩立方体

发光的媒体（比如电视机）使用红、绿  和蓝加色的三元色，每种光尽可能只刺激针对它们的锥状细胞而不刺激其它的锥状细胞。这个系统的色域占人可以感受到的色彩空间的大部分，因此电视机和電腦螢幕使用这个系统。
理论上我们也可以使用其他颜色作为元色，但使用红、绿和蓝我们可以最大地达到人的色彩空间。遗憾的是对于红、绿和蓝色没有固定的波长的定义，因此不同的技术仪器可能使用不同的波长从而在螢幕上产生稍微不同的颜色。

### RGBA
主要用於圖像的Alpha合成。RGBA是代表Red（紅色）Green（綠色）Blue（藍色）和Alpha。

### 青、洋紅、黄、黑四元色 (CMYK)

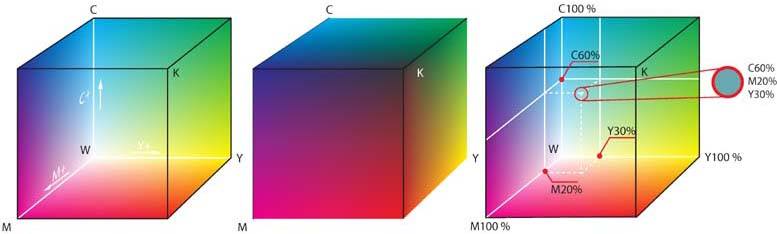
CMYK色彩立方体

主要用於印刷。理論上，青色、洋红色和黄色半透明的顏料塗在白色的底上，顏料會結合而吸收所有光線，然後產生黑色。然而實際上會產生很暗的棕色。所以除了青色、洋红色和黄色之外，還會加入黑色以平衡色彩的偏差(即青、洋紅、黄、黑CMYK)。

### 色相、色度和明度系统 (HSB)
在制作计算机图像时人们往往使用另一种颜色系统。这个颜色系统使用三項分類，分别叫做色相（hue）、色度（saturation）和明度（brightness）的系数。色調决定到底哪一种颜色被使用，色度决定颜色的纯度，亮度决定颜色的明暗程度。

## 其他

### 结构色彩
假如一个物体的表面的结构使得它有间隙的吸光和反光的部分，而这些不同的光学特性的部分之间的距离与光的波长相应，那么白光照射到这个表面上时就会发生衍射，一定颜色的光会被向一定的角度反射。这个物体的表面就会产生特别的彩虹般的闪光。孔雀的羽毛、蝴蝶的翅膀、貝殼的殼紋等就会产生这样的结构颜色。最近一些汽车制造商也使用特别的漆来达到这样的荧光效果。

### 颜色的意义
不同的颜色有不同的意义：

#### 政治含义
- 红色：左派（例如社会主义和共产主义）的标志；
- 棕色：极右派（例如法西斯主义）的标志；
- 黄色：中国自唐朝到清朝是皇帝的标志；现代欧美国家是自由主义的标志。

#### 主要地區的代表色
有些国家和地区有自己的代表色：
- 中华人民共和国：紅色；
- 臺灣：綠色、藍色、白色；
- 荷兰：橙色；
- 法国以及中東歐斯拉夫国家：红、白、蓝；
- 阿拉伯国家：绿、红、白、黑
- 撒哈拉沙漠以南非洲国家：红、黄、绿；
- 巴西：黄色、绿色

#### 色彩文化含义及文化差异
- 白色：純潔、乾淨、光明
- 灰色：迷糊、憂鬱
- 黑色：成熟、權威、黑暗
- 紅色：熱情、情感
- 橙色：温暖、活潑
- 黃色：温和、明亮
- 綠色：環保、自然、和平
- 藍色：天空、海洋、水
- 紫色：高貴、優雅、正直
- 金色：財富
- 銀色：崇拜、神秘
- 棕色：土地[原創研究？]